# Poul Bækgaard
Poul Bækgaard (født 6. december 1951 i Aarhus), var en dansk professionel mellemvægtsbokser. 
Som amatør boksede Poul Bækgaard for Horsens. Han slog forholdsvist sent igennem som bokser, da han som 27-årig vandt det jyske mesterskab i mellemvægt i 1979. Han vandt ikke DM, men boksede et par landskampe med stor succes. Han blev kort efter professionel hos Mogens Palle, og debuterede som professionel ved et stævne i KB Hallen den 15. marts 1979 med en sejr over spanieren Ignacio Gorostidi, der med kun ét tidligere nederlag i 6 kampe for så vidt var en forholdsvis stærk bokser, der da også gav Bækgaard betydelig modstand. Bækgaard vandt siden en returkamp over spanieren. 
Efter sejre i de første seks kampe blev Bækgaard kåret som årets europæiske talent i mellemvægt af engelske boksejournalister.[kilde mangler] Den mest betydningsfulde sejr var en pointsejr over 4 omgange over italieneren Robert Manoni, der forinden var ubesejret i 11 kampe, og som efterfølgende opnåede 4 kampe om det italienske mesterskab. I sin syvende kamp blev Poul Bækgaard stoppet i 2. omgang af den middelmådige englænder Tony Britton. Poul Bækgaard opgav karrieren herefter. 
Poul Bækgaard opnåede 7 kampe som professionel, hvoraf de 6 blev vundet (1 før tid) og 1 tabt.

## Eksterne links
- Professionel rekordliste på BoxRec (engelsk)